# Männerrock

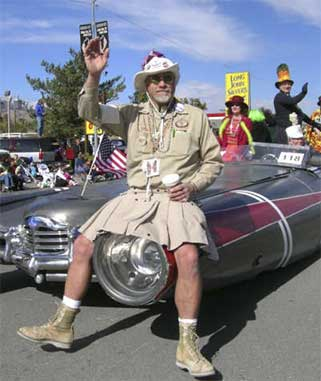
Zeitgenössischer Männerrock in Form eines Kilts

Männerröcke sind Röcke, die von Männern getragen werden. Der Männerrock ist nicht mit dem Herrenrock zu verwechseln.

## Begriff
Unter „Rock“ wurde in Bezug auf die männliche Garderobe in der Vergangenheit auch ein Jackett verstanden. Das kommt daher, dass das althochdeutsche „roc“ ein Kleidungsstück bezeichnete, das von den Schultern bis ungefähr zu den Knien oder auch darüber hinaus herabhing. Im 19. Jahrhundert war auch der Begriff „Gehrock“ in ebendiesem Sinne gebräuchlich. Im heutigen Deutsch bezeichnet der Begriff „Rock“ ein Kleidungsstück, „das von der Taille an abwärts (in unterschiedlicher Länge) den Körper bedeckt“, bzw. als Fachausdruck in der Schneiderei „den Unterteil eines Kleides von der Taille abwärts“.
Viele Männerröcke wie der Kilt oder Sarong werden heutzutage auch von Frauen getragen, während Männer auch Röcke tragen, die klassischerweise Frauen zugeordnet werden. Darüber hinaus bieten Modelabels auch Kleider und Röcke für Männer und Frauen (Unisex) an. Im Zuge dieser zunehmenden Auflösung von Geschlechterbarrieren in der Mode hat sich der Männerrockbegriff verändert und der Rock wird vermehrt auch als geschlechtsneutrales Kleidungsstück verstanden.

## Geschichte

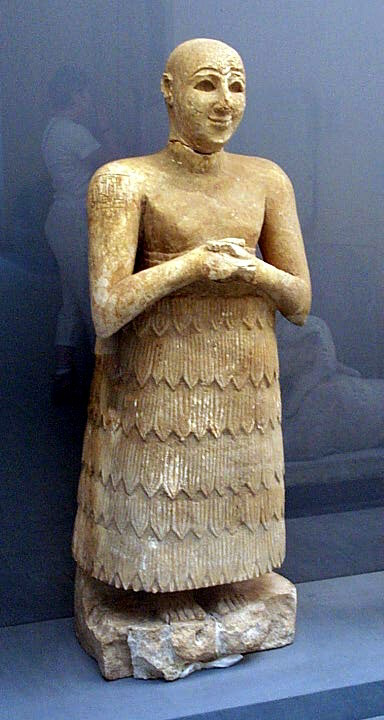
Sumerer im Zottenrock

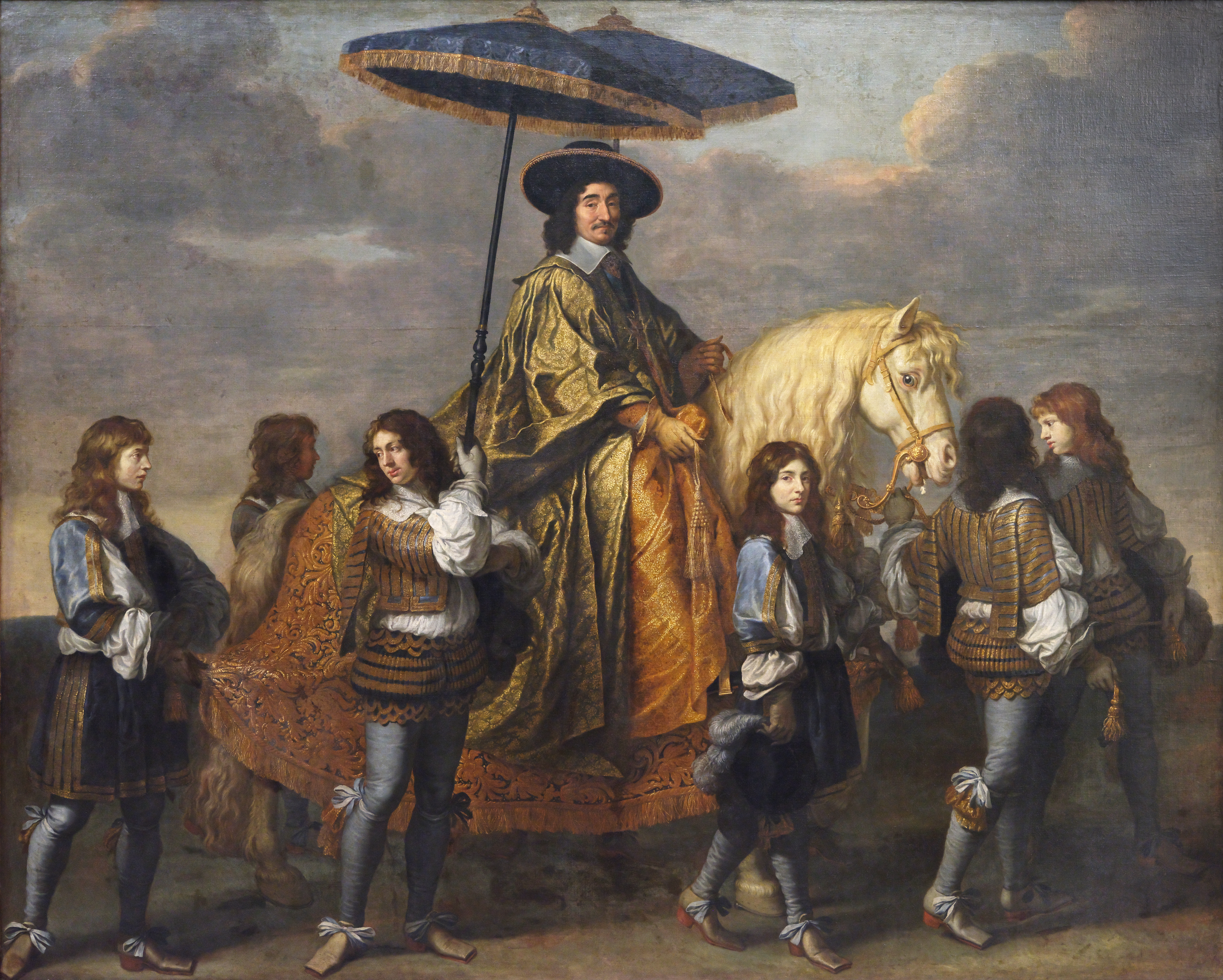
Der französische Kanzler Seguier mit Röcke tragenden Höflingen (Gemälde von Ch. Le Brun, 1656)

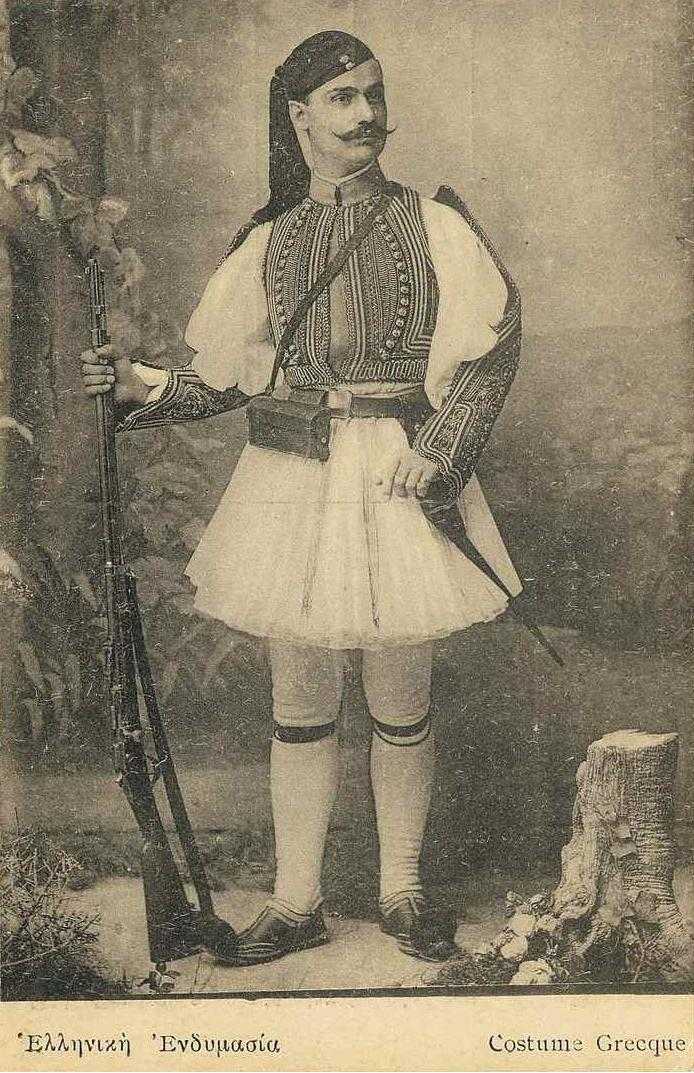
Die Fustanella ist ein Faltenrock aus Griechenland und Albanien

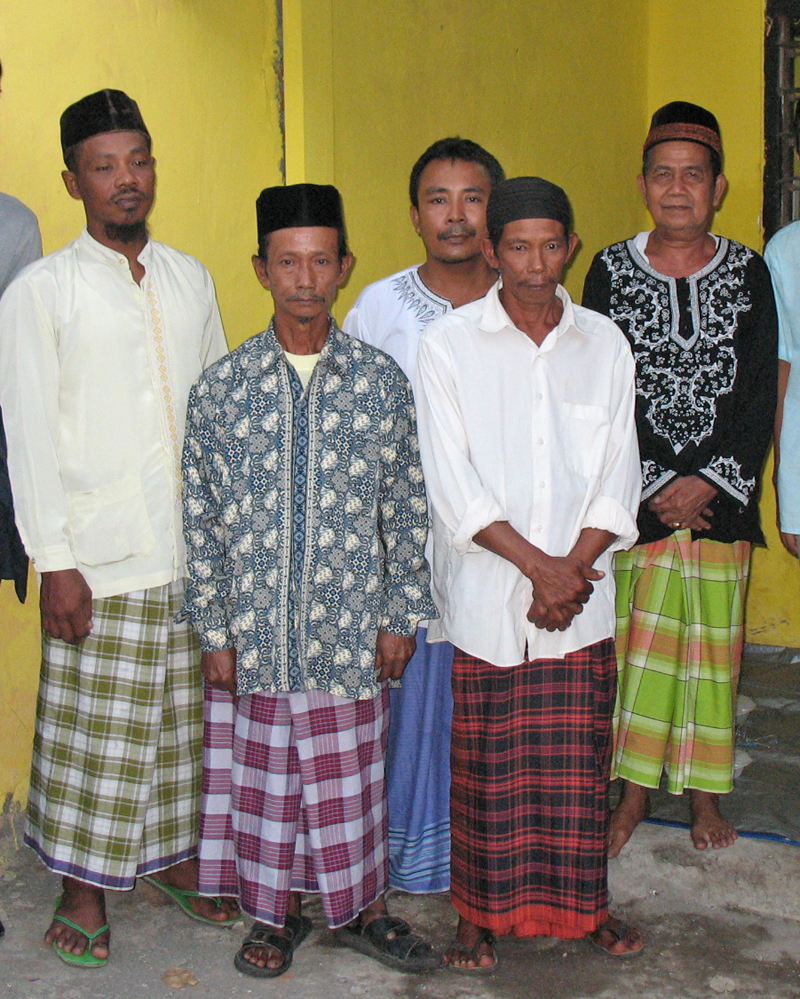
Indonesische Männer im Sarong (Surabaya, Ost-Java)

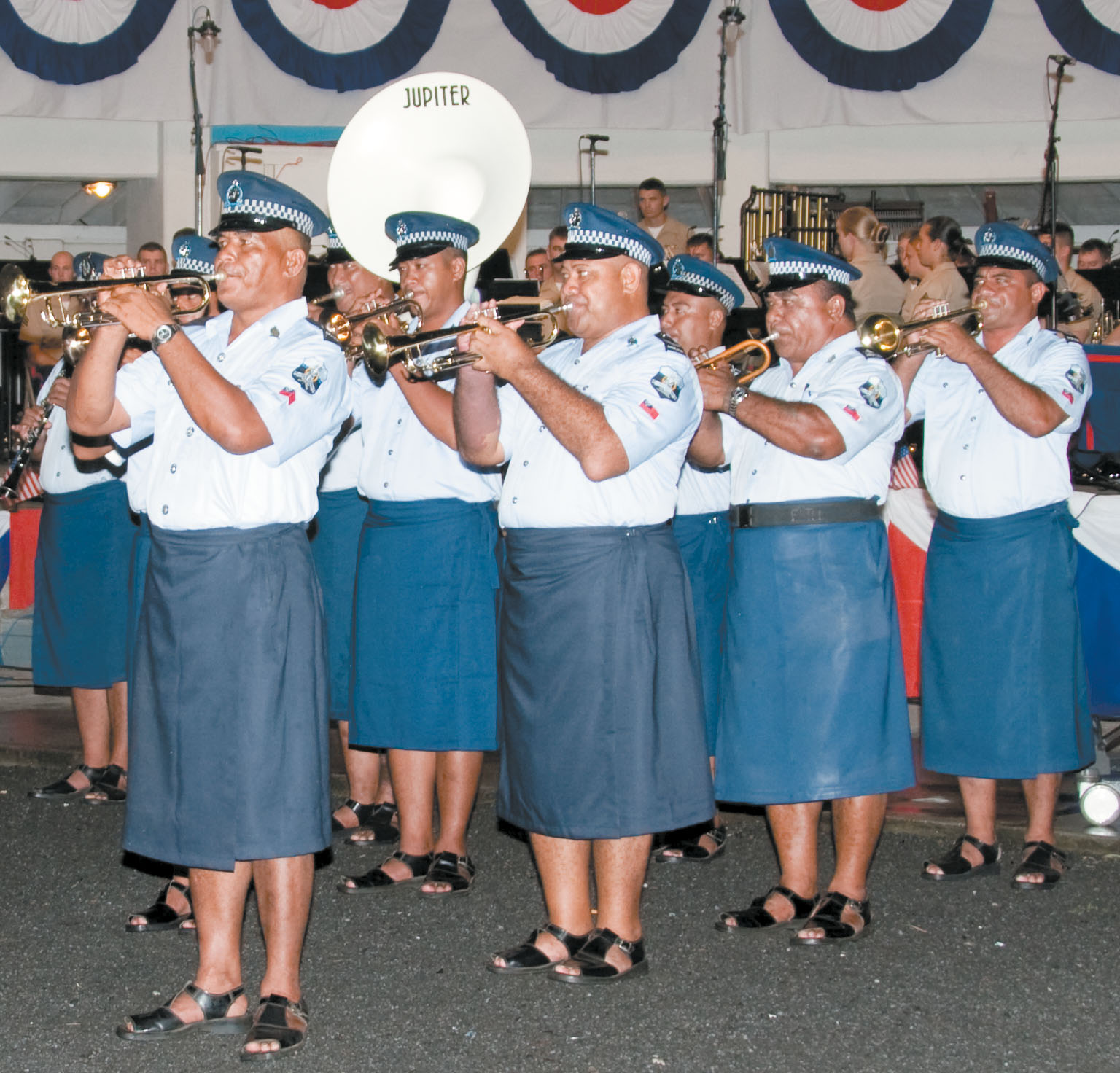
Polizeikapelle aus Samoa

### Europa
Die Kelten trugen im Winter aus Leder und Fellen gefertigte Umhänge, Röcke und Beinbinden. Zur Kleidung der mittelalterlichen Ritter gehörte eine Tunika, ein Waffenrock und im Winter ein gefütterter Unterrock.
Durch neue Webtechniken und die Entwicklung des Schneiderhandwerks wurden die Menschen der Renaissance sehr modebewusst. Die Röcke der Männer mussten zeitweise besonders weit gearbeitet sein, für einen faltenreichen Fall. Dann wieder verlangte die Mode, sie eng zu tragen. Zudem wurden die Röcke der Männer immer kürzer und zeigten die darunterliegende Hose. Die Pluderhose und Heerpauke ersetzten später verstärkt den Rock.
Letzte Männerröcke verschwanden im Barock. In der Folge der Französischen Revolution wurden die Sansculottes der Jakobiner zum Vorreiter der langen Männerhose. Von nun an trennten Rock und Hose endgültig die Geschlechter.

### Außerhalb Europas
Röcke wurden schon in prähistorischer Zeit getragen. Die Sumerer in Mesopotamien trugen bereits im 3. Jahrtausend v. Chr. den Kaunakes – einen Zottenrock aus Fellen oder Fellteilen mit einem Gürtel. Die Babylonier und Assyrer (2105–539 v. Chr.) trugen unter genähten Tuniken teilweise Schurzröcke.
Der japanische Hakama ist ein Hosenrock der Männer. Heute sieht man ihn vor allem im Sport beim Kendō. Als Schulhakama ohne Zwickel war er als Rock gearbeitet. Der manchmal hosenähnliche Dhoti wird in Indien, Nepal und Bangladesch getragen. In Indien und Sri Lanka wird besonders im Süden auch im öffentlichen Leben häufig noch der Lungi getragen. In Bhutan gibt es für Männer den Gho, der mit einem Stoffgürtel (Kera) getragen wird. Die männlichen Beschäftigten im öffentlichen Dienst müssen darin zur Arbeit erscheinen. In Myanmar ist der Longyi verbreitet. Aus Indonesien kommt der Sarong, der im Westen häufig in bunt bedruckten Farben oder in Batik-Optik als Strandrock für Frauen angeboten wird. In vielen Inselstaaten des Pazifiks (Mikronesien, Tonga, Vanuatu u. a.) ist der Lava-Lava verbreitet. Auf Samoa gehört ein blauer Lava-Lava in Kombination mit einem weißen Diensthemd zur Uniform der Polizei.
In Ostafrika gibt es den Kikoi für Männer und die Röcke der Cricket Massai. In Somalia und in angrenzenden muslimischen Gebieten gibt es ebenfalls wie in Indonesien den Sarong. Durch Handelsschifffahrt kam der Sarong aus Ostasien in diesen Teil der Welt. Deswegen wird er auch im Jemen und Oman getragen. Dort heißt er Futah. Am Horn von Afrika ist der Sarong der Männer entweder weiß oder als Macawiis farbig.

## Der Männerrock im 20./21. Jahrhundert

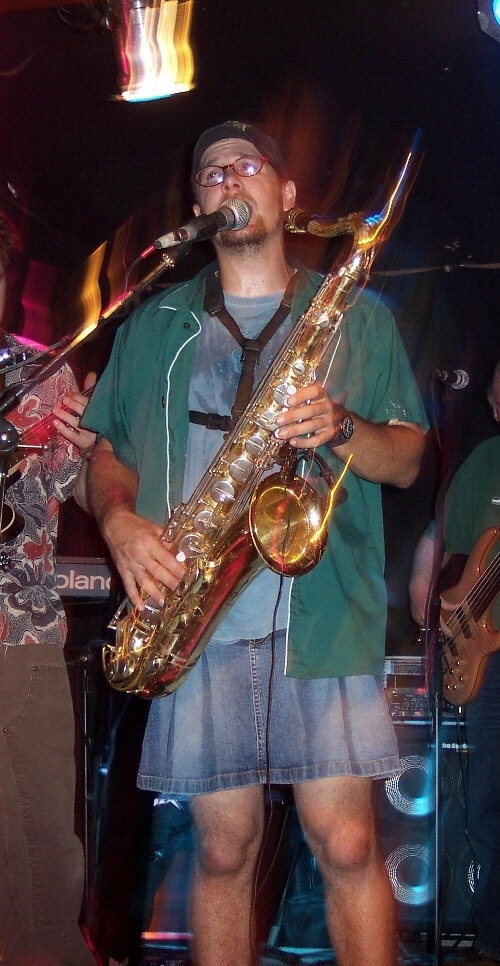
Saxophonist im Männerrock

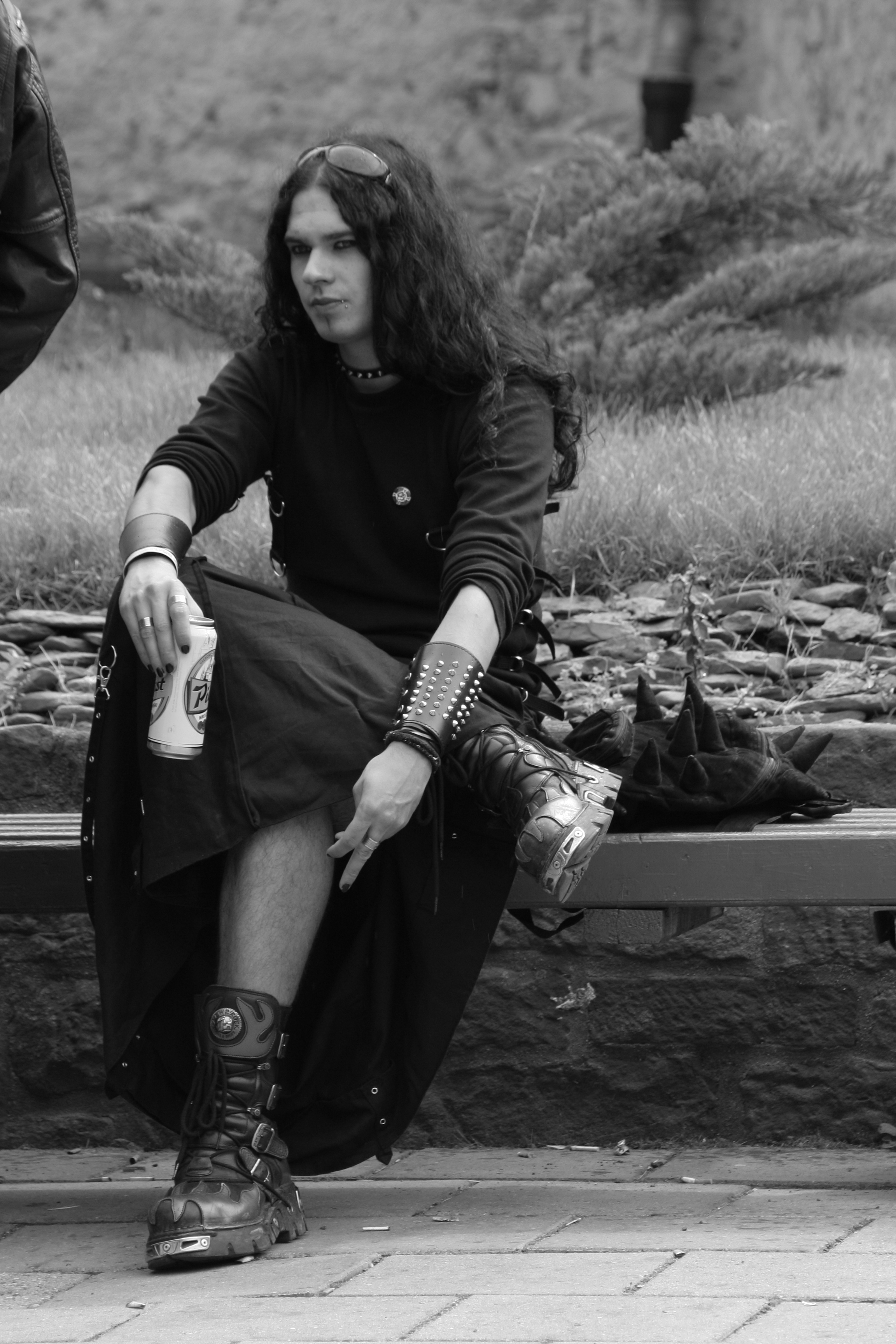
Anhänger der Schwarzen Szene im Männerrock

Seit der zweiten Hälfte des 20. Jahrhunderts entdecken auch zunehmend Männer den Rock wieder. In den 60er Jahren begann mit den Hippies und der 68er-Bewegung eine gegenkulturelle Jugendbewegung, die mit der Frauenbewegung zu mehr Gleichberechtigung zwischen den Geschlechtern führte. Sie setzte die Hose für die Frau durch und es entstand ein Klima, das es in den 70er Jahren möglich machte, über Röcke für Männer zu reden. Bei Visual Kei tragen die vorwiegend jugendlichen Fans sehr häufig Rock oder Kleid; teils einfach als Ausdruck ihres persönlichen Stils, aber auch als Kostüm zu Cosplay. Auch in Teilen der Schwarzen Szene werden Männerröcke getragen.
Im Jahr 2012 lockerte die University of Oxford ihren Dresscode, so dass künftig bei Examina oder formalen Anlässen auch Männer Röcke und Strumpfhosen sowie Frauen Anzüge und Krawatten tragen können.

### In der Mode
Die Mode entdeckte den Männerrock in den 80er Jahren. Nachdem vor allem Vivienne Westwood durch androgyne Kollektionen aufgefallen war, schuf der französische Modedesigner Jean Paul Gaultier 1984 den ersten Rock für eine Männerkollektion. In den USA wurde Marc Jacobs zum führenden Vertreter des Männerrocks. Seitdem präsentieren immer mehr renommierte Designer neue Entwürfe, so u. a. Giorgio Armani, John Galliano, Kenzo, Rei Kawakubo und Yohji Yamamoto. Vor allem bei den Mailänder Männermodewochen und den New Yorker Fashion Shows sind häufig Männerröcke zu sehen. Einige Modelabels haben sich ausschließlich auf das Rockdesign als authentische Männerbekleidung fokussiert. Auch den traditionellen Schottischen Kilt gibt es mittlerweile in modernen Varianten.

### Dienstkleidung
Die Hannoverschen Verkehrsbetriebe (üstra) starteten 2015 eine einjährige Werbekampagne, bei der zehn ausgewählte männliche Fahrer zu ihrer Dienstkleidung auf freiwilliger Basis einen Rock tragen konnten. Ziel war es, Frauen für den Beruf der Busfahrerin zu interessieren. Die Brauerei Welde aus Plankstadt in Baden stellt männlichen Mitarbeitern im Sommer einen Kilt als Arbeitskleidung zur Verfügung.

### Kultur und Kunst
Im Ballett und anderen Tanzproduktionen werden auch von den Tänzern Röcke getragen, wenn es den Zielen der Choreografie dient, einen ästhetischen Gewinn darstellt oder den künstlerischen Ausdruck verbessert.
Im September 1997 stellte der bildende Künstler Gustavo del Rio aus Argentinien einen Minirock für Männer, der 1967 geschaffen wurde, zum ersten Mal zur Schau. Er präsentierte sein Kunstwerk während seiner Body Art Performance „La obra soy yo (Das Kunstwerk bin ich)“ zum ersten Mal der Öffentlichkeit im Saal des Instituts Torcuato di Tella (Buenos Aires). Das geschah während der „Woche der Avantgarde-Kunst in Argentinien (Semana del Arte Avanzado en Argentina)“.
Das Metropolitan Museum of Art in New York zeigte 2003 die Ausstellung “Bravehearts – Men in Skirts”. Sie wurde von Jean Paul Gaultier gesponsert und zeigte an Beispielen von Hippies, Popstars und Modedesignern, wie sich eine Zukunft für den Rock als Männerbekleidung geöffnet hat.

### Männerrockbewegung
Ziel der Männerrockbewegung ist es, den Rock unabhängig von ihrer Geschlechtszugehörigkeit zur universellen Bekleidung für alle Menschen zu machen. Ein Teil männlicher Rockträger lehnt es ab, sich in das binäre Geschlechtssystem „männlich“ und „weiblich“ einordnen zu lassen. Unterstützt werden sie dabei auch von Frauen.